# TopGunn
Oliver Gammelgaard Nielsen, bedre kendt som TopGunn, (født 3. april 1991 på Frederiksberg, København) er en dansk sanger, rapper og producer fra Nørrebro, København.

## Baggrund
Oliver ’TopGunn’ Gammelgaard Nielsen er vokset op med sin mor på Nørrebro i København. Som dreng lærte han sig selv at lave musik ved hjælp af programmer som Logic og Ejay.

## Karriere
TopGunn blev for alvor en del af den danske dancehall-scene, da han i 2010 udgav ep’en Dansehallens Erobrer,  der blandt andet indeholdt numrene ”Averbaver” og ”Gunmænd med pistoler”. Ep'en blev indspillet i TopGunns studie på Ragnhildgade. TopGunn var på det tidspunkt også del af lydsystemet Fuma Hi-Fi, og senere blev han del af Firehouse.
I 2011 var han med til at stifte det uafhængige pladeselskab Cheff Records sammen med vennerne Kidd, Klumben, Eloq og Jamel Sundoo. Ud over at udgive musik endte Cheff med at lave tøj, en YouTube-julekalender og deres egen smagsvariant af chips i samarbejde med KIMs.
TopGunn producerede blandt andet Kidds, debutsingle ”Kysset med Jamel”, og hele forløbet blev filmet og udkom i 2012 som dokumentarfilmen "Kidd Life", hvor det bliver afsløret, at Kidd-projektet var tilrettelagt for at se, hvor let det var at slå igennem på den danske musikscene. De fik hurtigt succes med Kidds plade "Kidd Greatest Hits" som hurtigt medførte utallige spillejobs. TopGunns dancehall kompagnon Klumben, fik også succes med pladen "Fra Klumben Til Pladen" som udkom i 2012, som TopGunn producerede i samarbejde med Maffi Promotions. 2012 var også året, hvor Oliver erstattede hans tidligere kunstnernavn "Shaq Boosie" med det nu mere kendte "TopGunn".
Samme år udgav TopGunn ep’en 20’er i byen under sit alias Shaq Boosie.
I 2013 udgav TopGunn sit debutalbum, 21, der blandt andet indeholdt kæmpehittet ”Tilbud” og blev belønnet med en GAFFA-pris for ”Årets Danske Urban-udgivelse”. Ud over ”Tilbud”, der gik platin, har TopGunn opnået syv platin-certificeringer og en enkelt guld-certificering.
I sommeren 2014 var hans single ”Kongens Have” den mest streamede sang på Spotify i Danmark foran kunstnere som Ariana Grande og Lukas Graham. ”Kongens Have” var med på TopGunns andet album, Ingen Andre, der udkom i 2015.
I 2015 medvirkede TopGunn også i Danmark har talent  på TV 2 som dommer sammen med Jarl Friis-Mikkelsen, Peter Frödin og Cecilie Lassen. Samme år medvirkede han i tv-serien Fucking Fornuftig, hvor han spillede sig selv  – en serie, han fik idéen til sammen med sin ven Anders ’Hanned’ Skovshoved.
TopGunn blev i 2016 idømt en betinget fængselsstraf på 14 dage og 30 timers samfundstjeneste for vold mod en 18 årig pige. 
Mellem 2015 og 2019 udgav TopGunn blandt andet hitsingler som ”Længe Siden” og ”Hyggesang”, som er gået henholdsvis guld og og platin, imens han sideløbende spillede koncerter, og arbejdede på sit tredje album.
Som producer har TopGunn ud over sin egen musik blandt andet stået bag Klumben og Raske Penges kæmpehit ”Faxe Kondi”. Han har været feature-kunstner på sange med blandt andre Citybois og Kato.
I februar 2019 var TopGunn med til at åbne det caribiske spisested Bambam på Ravnsborggade på Nørrebro. I april 2019 udgav han det platincertificerede album 1991, som er det femte mest streamede album i 2019. Albummet indeholder blandt andet sange som "Detaljen", "Hyg Hver Dag" og "Nik & Jay", og har features fra Fouli, Benjamin Hav fra Benal, Lord Siva og Citybois. TopGunn har selv været med til at producere albummet sammen med brødrene Asmus og Emil Harm.

## Diskografi

### Album
| Titel       | Albumdetaljer                                                             | Højeste placering | Certificering |
| Titel       | Albumdetaljer                                                             | Danmark           | Certificering |
| ----------- | ------------------------------------------------------------------------- | ----------------- | ------------- |
| 21          | - Udgivet: 6. maj 2013 - Selskab: Cheff, ArtPeople - Format: CD, download | 6                 | - Platin      |
| Ingen andre | - Udgivet: 3. august 2015 - Selskab: Cheff, ArtPeople - Format: Download  | 8                 | - Guld        |
| 1991        | - Udgivet: 26. april 2019 - Selskab: Ung & Eksponeret - Format: Download  | 2                 | - 2× Platin   |
| SAS         | - Udgivet: 24. april 2020 - Selskab: Ung & Eksponeret - Format: Download  | 1                 | - Platin      |

### Singler
| År                                                       | Titel                                            | Højeste placering | Certificering           | Album              |
| År                                                       | Titel                                            | Danmark           | Certificering           | Album              |
| -------------------------------------------------------- | ------------------------------------------------ | ----------------- | ----------------------- | ------------------ |
| 2013                                                     | "Hemligt Nummer"                                 | —                 |                         | 21                 |
| 2013                                                     | "Tilbud"                                         | 33                | - Platin (streaming)    | 21                 |
| 2013                                                     | "21"                                             | —                 | - Platin (streaming)    | 21                 |
| 2014                                                     | "Man kan ikke stole på en pige med en lille røv" | 22                | - Platin (streaming)    | 21                 |
| 2014                                                     | "Mig & mit hoved"                                | 23                |                         | Ingen Andre        |
| 2014                                                     | "Kongens Have"                                   | 7                 | - 2× Platin (streaming) | Ingen Andre        |
| 2014                                                     | "6 liter"                                        | 3                 | - Platin                | Ingen Andre        |
| 2015                                                     | "Veninder"                                       | 10                | - Platin                | Ingen Andre        |
| 2015                                                     | "Ingen andre"                                    | 15                | - Guld                  | Ingen Andre        |
| 2016                                                     | "Dejlig"                                         | 5                 | - Platin                | Ikke-album singler |
| 2016                                                     | "Dør"                                            | 18                |                         | Ikke-album singler |
| 2016                                                     | "Længe siden"                                    | 11                | - Guld                  | Ikke-album singler |
| 2017                                                     | "Fokus"                                          | 29                |                         | Ikke-album singler |
| 2017                                                     | "Hyggesang"                                      | 6                 | - Platin                | Ikke-album singler |
| 2018                                                     | "Million"                                        | 27                |                         | Ikke-album singler |
| 2018                                                     | "VARM"                                           | 35                | - Guld                  | Ikke-album singler |
| 2019                                                     | "Undskyld Jeg Ringer"                            | —                 |                         | Ikke-album singler |
| 2019                                                     | Detaljen                                         | 12                | - Guld                  | 1991               |
| 2019                                                     | Nik & Jay                                        | 8                 | - Platin                | 1991               |
| 2019                                                     | Hyg Hver Dag                                     | 14                | - Guld                  | 1991               |
| 2019                                                     |                                                  |                   |                         | 1991               |
| "—" markerer en udgivelse der ikke opnåede en placering. |                                                  |                   |                         |                    |

### Featuring
- Kidd - "Groupies" (feat. TopGunn) (2011)
- Kidd - "5 Om Morgenen" (feat. TopGunn & Skørmand) (2011)
- Kidd - "Fetterlein" (feat. TopGunn) (2012)
- Klumben - "Xfaktor" (feat. TopGunn) (2012)
- Raske Penge - "Baghave" (feat. TopGunn) (2012)
- Abbaz - "Guldkæder & modeller" (feat. TopGunn) (2014)
- Niklas - "For fin" (feat. TopGunn) (2014)
- Kato - "Dumt på dig" (feat. TopGunn) (2014)
- Kato - "Dumt på dig (Part 2)" (feat. TopGunn & Djämes Braun) (2014)
- Lord Siva - Lapper (feat. TopGunn) (2017)
- Citybois - "Pool" (feat. TopGunn) (2017)
- Danser Med Piger - God Pige (feat. TopGunn) (2023)

## Priser
- GAFFA-Prisen 2013 (Årets danske urban udgivelse)